# PLOP
(Stadspartij) PLOP, afkorting van Politiek Lokaal Onafhankelijke Partij (voorheen Politiek Logisch Oprechte Partij), is een Nederlandse, lokale politieke partij in de gemeente Assen.

## Achtergrond
PLOP werd op 4 mei 1993 opgericht door Willem Homan en Albert Mast. Het belangrijkste partijpunt was dat Assen zijn imago van saaie ambtenarenstad moest afschudden, en een 'bruisende' stad moest worden.
Bij de gemeenteraadsverkiezingen van 1994 behaalde de partij 5 zetels, onder wie schaatser Hilbert van der Duim, die als lijstduwer door middel van voorkeurstemmen in de gemeenteraad werd gekozen. In 1998 werden er zelfs 8 zetels behaald, en mocht de partij twee wethouders leveren. Met 80 stemmen minder dan de PvdA werd PLOP bijna de grootste partij van Assen.
De rol van wethouder bleek oprichter Homan niet goed te liggen, en hij verliet tussentijds uitgeblust de politiek. De partij echter bleef bestaan, en bij de verkiezingen van 2002 werden 6 zetels gehaald, en de partij kreeg in het nieuwe college van B&W wethouder Ruud Wiersema. In 2005 kreeg de partij 5 zetels en mocht opnieuw een wethouder leveren. Op 8 juli 2005 werd de betekenis van PLOP van Politiek Logisch Oprechte Partij veranderd in Politiek Lokaal Onafhankelijke Partij. Na de gemeenteraadsverkiezingen van 2014 kwam PLOP wederom in het college van B&W, opnieuw met een wethouder.
Bij de verkiezingen van 2018 behaalde PLOP 4 zetels. De partij kwam wederom met een wethouder, Janna Booij, in het college, maar zegde in 2019 het vertrouwen in de samenwerking op waarna de partij uit het college van B&W van ChristenUnie, GroenLinks en VVD stapte. Bij de verkiezingen in 2022 werden vijf zetels behaald.

## Sterk Lokaal
Bij de verkiezingen voor de Provinciale Staten van 18 maart 2015 maakte PLOP deel uit van een samenwerkingsverband van lokale partijen, dat onder de naam Sterk Lokaal in Drenthe meedeed. De partij haalde één zetel in de Provinciale Staten van Drenthe.